# Раш Тауншип (округ Сентер, Пенсільванія)
Раш Тауншип (англ. Rush Township) — селище (англ. township) в США, в окрузі Сентр штату Пенсільванія. Населення — 3668 осіб (2020).

## Демографія
Згідно з переписом 2010 року, у селищі мешкало 4008 осіб у 1671 домогосподарстві у складі 1139 родин. Було 2030 помешкань
Расовий склад населення:
| - 99,2 % — білих - 0,1 % — корінних американців |

До двох чи більше рас належало 0,4 %. Частка іспаномовних становила 0,4 % від усіх жителів.
За віковим діапазоном населення розподілялося таким чином: 19,2 % — особи молодші 18 років, 60,2 % — особи у віці 18—64 років, 20,6 % — особи у віці 65 років та старші. Медіана віку мешканця становила 46,0 року. На 100 осіб жіночої статі у селищі припадало 97,6 чоловіків;  на 100 жінок у віці від 18 років та старших — 95,9 чоловіків також старших 18 років.
Середній дохід на одне домашнє господарство  становив 61 849 доларів США (медіана — 48 258), а середній дохід на одну сім'ю — 78 495 доларів (медіана — 69 792). Медіана доходів становила 40 759 доларів для чоловіків та 32 432 долари для жінок. За межею бідності перебувало 8,5 % осіб, у тому числі 9,3 % дітей у віці до 18 років та 4,3 % осіб у віці 65 років та старших.
Цивільне працевлаштоване населення становило 2153 особи. Основні галузі зайнятості: освіта, охорона здоров'я та соціальна допомога — 29,4 %, будівництво — 12,3 %, роздрібна торгівля — 11,8 %.